# 100 Schlösser Route
De 100 Schlösser Route is een langeafstands-fietsroute die dwars door de Duitse streek Münsterland voert. 
De 960 km lange fietsroute is vooral uitgezet langs burchten, waterkastelen en herenhuizen. De route is verdeeld in vier lussen van 210 tot 310 km. Het is mogelijk de 100 Schlösser Route te verdelen in dagtochten door combinaties te maken met het Münsterlandse fietsroutenet. 
De route is over het algemeen vlak, slechts in de Baumberge en in het Tecklenburger Land zijn er enkele hellingen. Sinds oktober 2008 is de 100 Schlösser Route uitgeroepen door de ADFC tot kwaliteitsfietsroute met vier van vijf sterren. 
Zowel de EuroVelo EV3 Pelgrimsroute als de Friedensroute lopen op enkele trajecten samen met deze route. 

## Bezienswaardigheden langs de route
De 100 Schlösser Route voert langs een groot aantal kastelen, burchten, herenhuizen en kloosters. Tot de mooiste en belangrijkste behoren:
- Prins-bisschoppelijk Kasteel (Münster)
- Erbdrostenhof (Münster)
- Huis Rüschhaus (Münster)
- Huis Hülshoff (Havixbeck)
- Kasteel Burgsteinfurt (Steinfurt)
- Huis Welbergen (Ochtrup)
- Kasteel Bentheim (Bad Bentheim)
- Klooster Bentlage (Rheine)
- Kasteel en Benedictijnerabdij Iburg (Bad Iburg)
- Huis Vornholz (Ennigerloh)
- Kasteel Hovestadt (Hovestadt bij Lippetal)
- Kasteel Westerwinkel (Herbern bij Ascheberg)
- Kasteel Nordkirchen (Nordkirchen)
- Burcht Vischering (Lüdinghausen)
- Kasteel Lembeck (Lembeck bij Dorsten)
- Kasteel Raesfeld (Raesfeld)
- Waterburcht Anholt (Anholt bij Isselburg)
- Burcht Gemen (Gemen bij Borken)
- Kasteel van Ahaus (Ahaus)
- Klooster Gravenhorst (Hörstel)
- Klooster Marienfeld (Marienfeld bij Harsewinkel)